# تمام خواسته‌ام (ترانه ادل)
«تمام خواسته‌ام» (انگلیسی: All I Ask) ترانه‌ای از خواننده-ترانه‌پرداز انگلیسی ادل برای سومین آلبوم استودیویی او، ۲۵ (۲۰۱۵) است. ترانه در ۲۰ نوامبر ۲۰۱۵ توسط ایکس‌ال رکوردینگز منتشر شد. ترانه با استقبال خوب منتقدان موسیقی روبرو شد و آنها عملکرد آوازی خواننده را ستودند. «تمام خواسته‌ام» در رتبه ۴۱ جدول جدول تک‌آهنگ‌های بریتانیا و در رتبه ۷۷ در ۱۰۰ آهنگ داغ بیلبورد ایالات متحده آمریکا قرار گرفت.